# If I Can’t
If I Can't jest czwartym, ostatnim singlem z albumu 50 Centa „Get Rich or Die Tryin’.
Singel ten zdobył 76 miejsce w USA. Utwór został napisany przez 50 Centa, a producentem został Dr. Dre.